# マイ・ラスト・ソング 〜人生の最後に聴きたい歌は〜
マイ・ラスト・ソング 〜人生の最後に聴きたい歌は〜は2018年3月28日、NHK総合で放送された音楽・トーク番組である。

## 番組概要
小泉今日子が女優になるきっかけを作ってくれた演出家の久世光彦が14年間書き続けてきたエッセイ「マイ・ラスト・ソング」を題材にして様々なテーマを語りつつ音楽家の浜田真理子のピアノで朗読とゲストの歌と共に繰り広げていく番組である。
また同タイトルでライブも行っており浜田真理子とはライブ以来の共演となる。

### 放送日時
- 2018年3月28日 22：00～22：49　NHK総合

## 出演
- 朗読・進行役担当：小泉今日子
- ピアノ：浜田真理子
- 満島ひかり
- 樹木希林

## スタッフ
- 構成：玉井貴代志
- 音楽：藤野浩一
- 演出：平野昌一